# Multiple-image Network Graphics
Multiple-image Network Graphics (MNG), é um formato de arquivo público para imagens animadas (múltiplas imagens sequenciais), originalmente designado para substituir o uso de GIF animado na web. Livre da patente associada ao GIF animado. A estrutura de arquivos MNG é essencialmente a mesma de arquivos PNG, além de várias extensões serem compartilhadas.
O formato MNG é superior ao APNG, pois permite, além de outras características, um controle de animação mais avançado que permite obter imagens menores. Muitos desenvolvedores preferem usar GIF por modismo, por não conhecer imagens MNG, ou por ter seu suporte pelos navegadores de internet limitado. Diferente do formato APNG, imagens MNG suportam compressão sem perda de qualidade (através da compressão png) e compressão com perda de qualidade (através da compressão jpeg) e ainda pode usar canal Alpha mesmo usando a compressão JPEG.